# Гусаров, Виктор Васильевич
Ви́ктор Васи́льевич Гуса́ров (26 июля 1924, д. Большое Грызлово, Серпуховский уезд, Московская губерния, РСФСР) — советский футболист, нападающий.

## Карьера
За свою карьеру выступал в советских командах «Локомотив» Москва, «Локомотив» (Ашхабад), ДО/ОДО Ташкент и «Спартак» Москва.